# Eura
Eura is een plaats en gemeente in de Finse provincie West-Finland en in de Finse regio Satakunta. De gemeente heeft een landoppervlakte van 578,87 km² en telt 11.276 inwoners (2022). De plaats Eura telt ongeveer 6500 inwoners.
In 1970 werden de gemeenten Hinnerjoki en Honkilahti onderdeel van Eura. In 2009 volgde Kiukainen en in 2011 volgden Säkylä en Köyliö.

## Geboren
- Ari Valvee (1960), voetballer
- Ville Virtanen (1975), dj en producer